# Église de Dragsfjärd
L'église de Dragsfjärd  (en suédois : Dragsfjärds kyrka) est une église en pierre située dans le village de Dragsfjärd à Kimitoön en Finlande.
L'église est classée comme site culturel construit d'intérêt national par la Direction des musées de Finlande.

## Historique

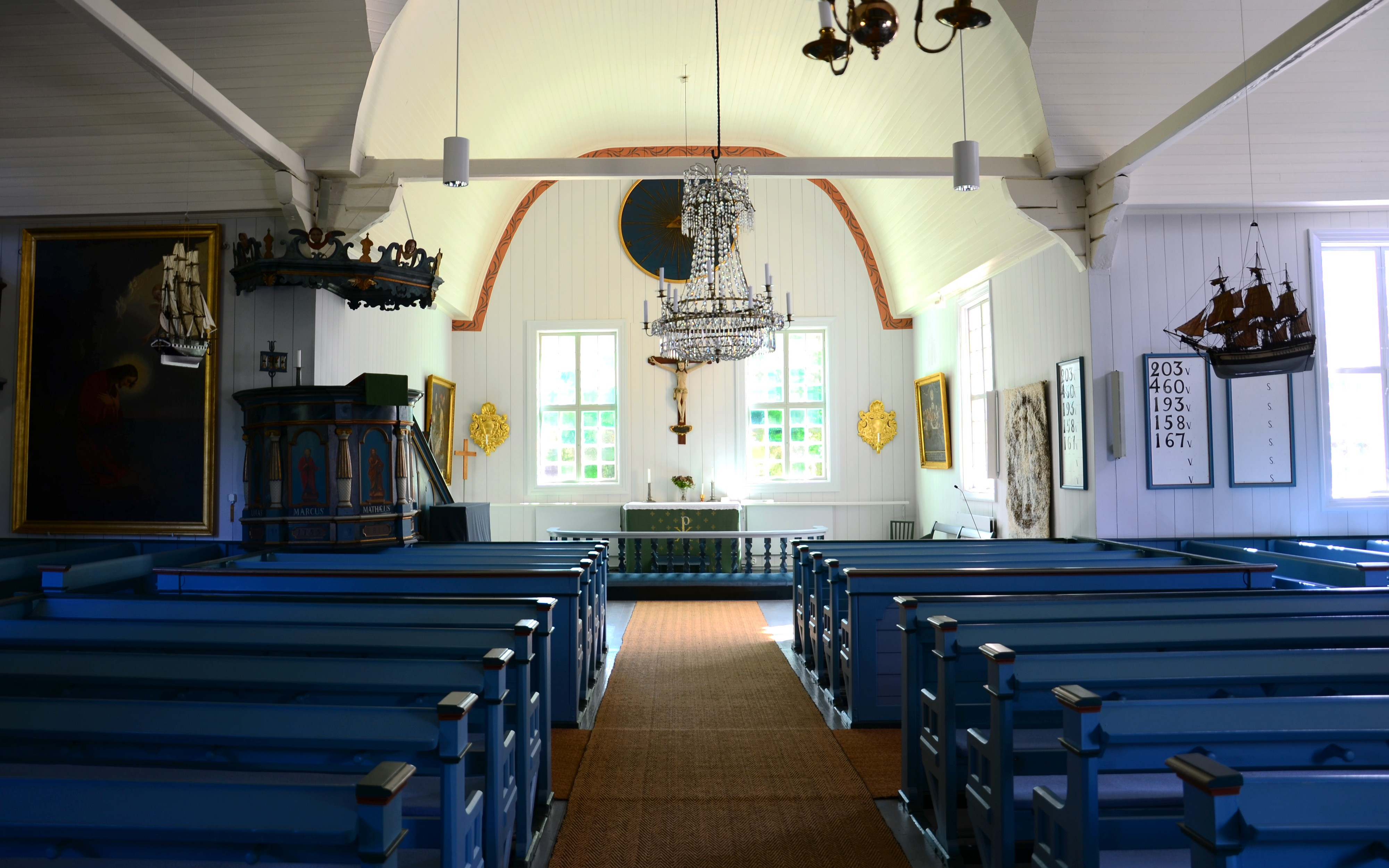
Vue intérieure de l'église

L'église est construite en 1753–1755 sous la direction de Antti Piimänen. 
On la nomme alors église d'Adolphe en l'honneur de Adolphe-Frédéric de Suède.
Le clocher est terminé en 1763.  
Le retable est offert en 1690 et la chaire fabriquée par Eric Biur est offerte en 1753.
L'église jaune de nos jours était autrefois peinte en rouge.
L'orgue à 16 jeux est livrée en 1977 par la fabrique d'orgues de Kangasala.